# Прапор Бєлгородського району
Прапор Бєлгородського району Бєлгородської області Російської Федерації.

## Опис
«Прапор Бєлгородського району Бєлгородської області являє собою прямокутне полотнище зі співвідношенням сторін 2:3, хрестоподібно розділене на чотири чорні і зелені частини, що чергуються: чорна і зелена з одного краю займають по 1/6 полотнища кожна. Натомість, зелена і чорна біля іншого краю, займають по 2/6 полотнища кожна.
Поверх вертикальної лінії поділу розташовані фігури герба Бєлгородського району: жовтий лев і над ним білий орел. На зворотному боці полотнища вміщено аналогічне дзеркальне зображення».
За основу сучасного прапора взято прапор Бєлгородського піхотного полку 1712 року.